# Yehoudi ben Sheshet
Pour les articles homonymes, voir Chechet.
Yehoudi ben Sheshet ou Shishat (hébreu : יהודי בן ששת) est un philologue hébraïsant du Xe siècle.

## Éléments biographiques
Yehoudi ben Sheshet n'est connu que par le traité polémique qu'il a rédigé pour défendre son maître, Dounash ben Labrat, contre les attaques des élèves de Menahem ben Sarouq (ceux-ci les avaient eux-mêmes rédigées en réponse aux critiques de Dounash sur le lexique de Menahem). 
Ce traité ne donne aucune information sur Yehoudi, si ce n'est qu'il l'a écrit du vivant de son maître Dounash (peut-être avec son aide), et que Hasdaï ibn Shaprut, le mécène de Menahem et Dounash, pour la faveur duquel les deux philologues s'étaient disputés, est sans doute décédé, car Yehoudi ne préface pas son livre par un éloge de ce patron des sciences.

## Œuvre
Le seul manuscrit préservé de cette polémique (Parme MSS., Codex Stern, No. 6), qui a fait grandement progresser l'étude scientifique de la philologie hébraïque, indique dans son intitulé que les « élèves de Dounash » ont rédigé cette réponse. Néanmoins, en fin de manuscrit, la réponse est appelée Teshouvot shel Talmid Dounash et, dans le traité lui-même (vers n° 46), l'auteur indique lui-même s'appeler Yehoudi ben Sheshet ; comme il fait rimer le nom de son père avec des rimes finissant en -shat, il semble qu'il devrait être prononcé Shishat et non Sheshet, consacré par l'usage. 
Le zèle polémique de Yehoudi ben Sheshet va bien au-delà de celui de son maître et de celui des disciples de Menahem. Ces derniers sont la cible de piques incessantes, allant jusqu'à tourner leurs noms en ridicule, en particulier celui de Ben Kafron, à cause de sa signification en latin (caper signifie chèvre). Il rappelle aussi que le plus jeune des trois disciples, Juda ben David Ḥayyuj, a des ancêtres chrétiens.
Du point de vue stylistique, Yehoudi ben Sheshet utilise la même métrique et la même rime que Dounash, ainsi d'ailleurs que ses adversaires. Son livre comporte une partie métrique de 154 vers, dont les 83 premiers forment l'introduction, et d'une partie en prose, précédée d'un prologue en prose rimée. La section en prose est une élucidation de la seconde moitié de la partie métrique.
Il ne répond qu'à environ trente des cinquante critiques émises par les disciples de Menahem à l'encontre de Dounash. Il voue à celui-ci un éloge emphatique, déclarant même le préférer à Saadia Gaon (vers n°61). Il défend aussi l'application des lois arabes de prosodie appliquées par Dounash à la versification hébraïque (vers n° 22).
La polémique de Yehoudi a été publiée avec celle des disciples de Menahem par S. G. Stern dans Sefer Teshouvot : Liber Responsionum (Vienne, 1870). Une édition critique a été réalisée par Varela Moreno, sous le titre de Yehudi Ben Seshet, Teshubot de Yehudi Ben Seshet, Edition traduccion y comentario (Grenade, 1981).